# Chalybion sommereni
Chalybion sommereni là một loài côn trùng cánh màng trong họ Sphecidae, thuộc chi Chalybion. Loài này được R. Turner miêu tả khoa học đầu tiên năm 1920.